# Jonquièra de Sent Vincenç
Jonquièra de Sent Vincenç (en francès Jonquières-Saint-Vincent) és un municipi francès situat al departament del Gard i a la regió d'Occitània.